# 増田三男
増田 三男（ますだ みつお、1909年（明治42年）4月24日 - 2009年（平成21年）9月7日）は、埼玉県出身の彫金家。人間国宝（重要無形文化財保持）。

## 人物
埼玉県北足立郡大門村（のち美園村、浦和市、現さいたま市）に生まれる。文展などへの出品のほか、埼玉県立浦和高等学校でも美術講師として勤務した。浦和高校時代は美術部に入部し、2歳下の高田誠と親交が深く、卒業後も恩師である福宿光雄を囲って「連穂会」を開いていた。

## 経歴
- 1909年（明治42年）4月24日 - 出生。
- 1924年（大正13年） - 埼玉県立男子師範附属尋常小学校を卒業[2]。
- 1929年（昭和4年） - 旧制浦和中学校（現埼玉県立浦和高等学校）を卒業。
- 1944年（昭和19年） - 母校である浦和中学（のち浦和高校）の美術講師となり32年間勤務。
- 1976年（昭和51年） - 浦和高校の美術講師を定年退職。
- 1991年（平成3年） - 82歳で重要無形文化財「彫金」の保持者（人間国宝）に認定。
- 1999年（平成11年） - 浦和市（現さいたま市）より「浦和市名誉市民（現さいたま市名誉市民）」に推挙。
- 2009年（平成21年）9月7日 - 老衰で死去。享年100歳[1]。